# Молочарка (селище)
Молоча́рка — селище Костянтинівської міської громади Краматорського району Донецької області, Україна.

## Загальні відомості
Відстань до центру громади становить близько 5 км і проходить автошляхом С050801 (Костянтинівка — Молочарка).
Біля селища розташоване водосховище Молочарка на річці Грузька.

## Історія
Згідно з історичної довідкою колишньої Новодмитрівської сільської ради, селище Молочарка заселялося у ХІХ столітті на землях, які належали поміщику Номікосову. Пізніше ці землі було продано за борги німецьким колоністам.
З початком радянської окупації на цих землях були організовані комуни (1929–1930 pр.), потім проводилася колективізація, організовувалися артілі.
На мапах селище вперше з’являється 1938 року, коли на його місці значиться Молочний комбінат.
Пізніше на мапі 1982 року на місці Молочарки значиться радгосп «Хімік», який тоді очолював директор Владислав Михайлович Лембіш.
Радгосп «Хімік» мав 18 020 га родючої землі, у тому числі 1050 га ріллі. Високого рівня розвитку тут досягло м'ясо-молочне тваринництво. Господарство багате на машинотракторний парк, допоміжні об'єкти, серед яких консервний цех, теплиці, майстерні з ремонту техніки.
19 червня 1991 року рішенням Донецької обласної ради на облік адміністративно-територіального поділу було взято два окремі населені пункти, які раніше були визначені як неперспективні – селище Новодмитрівка та селище Молочарка.
Також на території Костянтинівського району було створено Новодмитрівську сільську раду, якій ці селища підпорядкували. Першим сільським головою обрано колишнього інженера радгоспу «Хімік» Миколу Дмитровича Яковлева.

## Назва
Слово "молочарка" є фемінітивом від слова "молочар" – той, хто займається молочним господарством, тобто вирощуванням худоби, виробництвом молока та молочних продуктів, а також їхнім продажем.
Найчастіше під словом "молочар" розуміють людину, яка має або займається молочною фермою. У словниках також подається із визначенням, як той, хто приймає молоко, або возить його на молокоприймальний пункт.
В Донецькій області існує ще один населений пункт із назвою Молочарка.

## Населення
За даними перепису 2001 року населення селища становило 152 особи, із них 20,39 % зазначили рідною мову українську та 79,61 % — російську мови.

## Вулиці
В селищі чотири вулиці:
- Лесі Українки (колишня Амурська);
- Володимира Сосюри (колишня Достоєвського);
- Михайла Грушевського (колишня Крилова);
- Краматорська (колишня Пущіна).[7]